# Powstanie ilindeńsko-preobrażeńskie
Powstanie ilindeńsko-preobrażeńskie –  powstanie przeciw Imperium Osmańskiemu, przygotowane przez Wewnętrzną Macedońsko-Adrianopolską Organizację Rewolucyjną. Miało na celu wywalczenie niezależności dla Macedonii i Tracji i zwrócenie uwagi międzynarodowej na sytuację ludności chrześcijańskiej pod panowaniem tureckim.

## Tło powstania
Na przełomie XIX i XX wieku kwestia macedońska i sytuacja ludności bułgarskiej pozostającej pod panowaniem Imperium Osmańskiego stały się jednym z głównych problemów polityki bałkańskiej. Pomimo prób porozumienia z sąsiednimi państwami bałkańskimi, Bułgaria nie zdołała uzyskać znaczących rezultatów dyplomatycznych. Wobec tego na pierwszy plan wysunął się ruch rewolucyjny, organizowany przez bułgarską ludność zamieszkującą Macedonię i Trację Adrianopolską.
W 1893 roku w Salonikach powstała Wewnętrzna Macedońsko-Adrianopolska Organizacja Rewolucyjna (WMORO), której celem była walka o autonomię dla regionów Macedonii i Tracji Adrianopolskiej w granicach Imperium Osmańskiego. W odróżnieniu od organizacji zewnętrznych, WMORO skupiała się na działalności wewnętrznej, opartej na lokalnych strukturach konspiracyjnych.
Do końca XIX wieku organizacja nabierała sił, a jej działania coraz bardziej ewoluowały od charakteru czysto spiskowego do jawnego ruchu zbrojnego. Już na początku 1901 roku sytuacja zaczęła stawać się napięta, a WMORO uznała konieczność przeprowadzenia ogólnonarodowego powstania. Pod wpływem działań Bułgarii i coraz silniejszych nastrojów rewolucyjnych wśród macedońskiej ludności, WMORO przyspieszyła przygotowania.
Do głównych organizatorów powstania należeli Goce Dełczew, Jane Sandanski, Pere Toszew, Michał Gerdżikow oraz Gjorcze Petrow. Chociaż Dełczew zginął przed wybuchem powstania (maj 1903), jego idee i wizja walki miały istotny wpływ na dalszy przebieg wydarzeń. Powstanie było rezultatem uchwał kongresu działaczy WMORO, który odbył się w Salonikach w styczniu 1903 roku.

## Przebieg

### Macedonia

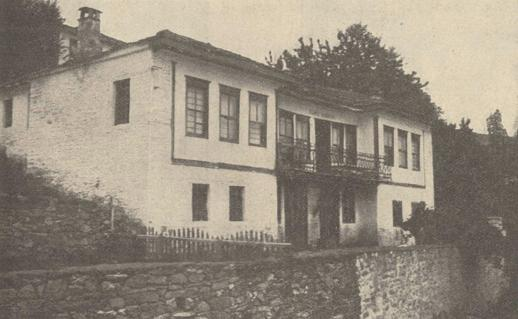
Dom rodzinny Tomalewskich w Kruszewie, w którym proklamowano republikę.

Powstanie rozpoczęło się 20 lipca 1903 roku (według kalendarza juliańskiego — 2 sierpnia) w dniu świętego Eliasza, zwanym w Bułgarii „Ilinden”. Największą skalę przybrało w zachodniej Macedonii, szczególnie w okolicach Kruszewa, gdzie powstańcy proklamowali Republikę Kruszewską z własnym rządem tymczasowym i programem reform społecznych. Na jej czele stanął Nikoła Karew. Rząd ten uznał równość wszystkich narodów i grup wyznaniowych (Bułgarów, Wołochów i Greków), co stanowiło jeden z pierwszych tego typu przypadków na Bałkanach.

### Tracja Adrianopolska
W Tracji Adrianopolskiej powstanie wybuchło 6 sierpnia (dzień Przemienienia Pańskiego; bułg.  Преображение, w transkrypcji Preobrażenie), obejmując okolice Małego Tyrnowa i Łozengrodu. Powstańcy zdobyli kilka miast nad Morzem Czarnym, m.in. Wasiliko (dzisiejsze Carewo) i Achtopol. Na krótko utworzono tzw. Komunę Strandżańską, która przetrwała jedynie 20 dni. Władza tymczasowa ogłoszona przez powstańców miała charakter radykalnie rewolucyjny — przeprowadzano reformy społeczne, podział produkcji rolnej i reformy ziemskie.

## Upadek powstania i jego skutki

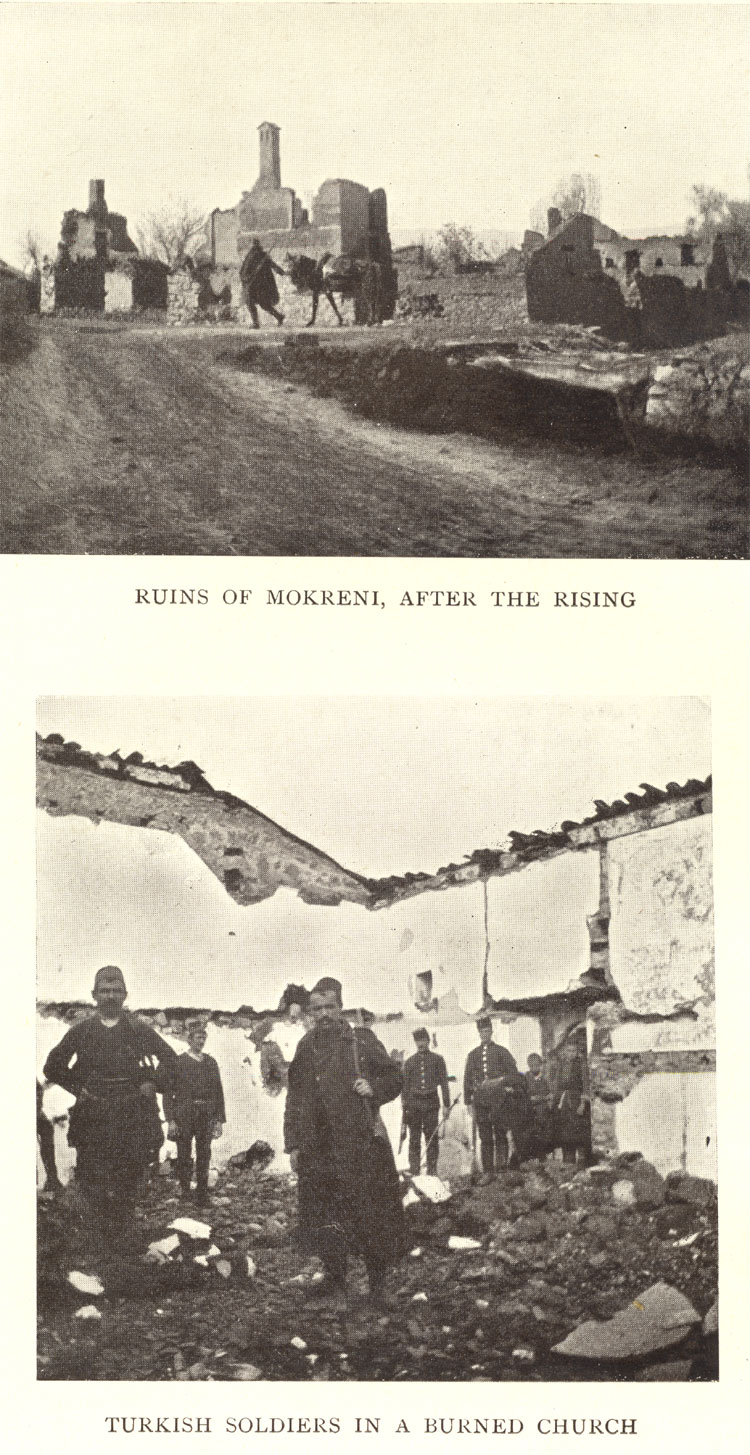
Ruiny wioski Mokreni po powstaniu

Powstanie zostało krwawo stłumione przez armię osmańską. Doszło do licznych masakr ludności cywilnej, grabieży i spalenia setek wsi. Europejska prasa opisywała tureckie represje jako bestialskie, a dyplomacja europejska ograniczyła się jedynie do formalnych protestów i ostrzeżeń pod adresem sułtana.
W Macedonii najbardziej ucierpiał okręg bitolski. Ogólny bilans strat w Macedonii to ponad 200 spalonych wsi, śmierć 5000 ludzi, 70 000 osób "pozbawionych dachu nad głową". 300 000 osób wyemigrowało do Bułgarii. W Tracji Adrianopolskiej spalono 66 wsi; 15 000 Bułgarów trackich wyemigrowało do Bułgarii. 
Mimo że powstanie nie przyniosło oczekiwanych rezultatów politycznych, odbiło się szerokim echem w opinii publicznej Europy. W Londynie Komitet Bałkański zorganizował ponad 200 wieców protestacyjnych. W prasie zachodnioeuropejskiej zaczęto szerzej dyskutować o losie Słowian w Imperium Osmańskim, a zwłaszcza o potrzebie zmian ustrojowych w Macedonii. Powstanie utwierdziło władze bułgarskie w przekonaniu o konieczności długofalowej strategii dyplomatycznej w macedońskim kontekście.